# Глоссолалия (поэма)
«Глоссолалия» —  экспериментальная поэма в ритмизованной прозе Андрея Белого, посвященная теме создания языка и вселенной.

## История создания
Начало работы над поэмой относится к июлю-августу 1917 года. Первоначально Белый предполагал написать статью, где бы рассматривалась космогоническая роль звука (статья должна была называться «К звуку слов» или «О космическом звуке»). Однако в процессе работы первоначальный замысел трансформировался, в связи с чем для воплощения «звуковой космогонии» Белый выбрал жанровую форму поэмы. В октябре 1917 года «Глоссолалия» была завершена, однако публикация поэмы состоялась гораздо позже (в 1922 году в Берлине).
В своем генезисе «звуковая поэма» связывалась с замыслом романа «Невидимый град», который, как полагал сам Белый, должен был дать позитивное разрешение оппозиции «восточное — западное» и завершить трилогию «Восток или Запад», в которую также входят романы «Серебряный голубь и «Петербург». Роман так и не был написан, однако ряд его идей трансформировался в «Глоссолалии» и «Котике Летаеве». Связь поэмы с общим замыслом трилогии подтверждается спецификой пространства, созданного в «Глоссолалии»: образ небесной Аэрии — Офейры — Азии из «Глоссолалии» может рассматриваться как вариант Невидимого града, который снимает противопоставления между Западом и Востоком.

## Основные темы
К числу опорных понятий-символов поэмы, с которыми связано содержание «Глоссолалии», относятся ключевые для культурфилософии Белого понятия смысла, звука, жеста и ритма (см. такие статьи, как «Жезл Аарона (о слове в поэзии)», «Ритм и смысл», «О ритмическом жесте» которые, как и «Глоссолалия», писались в 1917 г.). Однако если в указанных статьях данные понятия трактуются в философско-эстетическом ключе и составляют их теоретическую базу, то в «звуковой поэме» они становятся своеобразными персонажами, которые органично включаются в поэмный сюжет.
Особенности сюжетной организации «Глоссолалии» связаны со спецификой её художественного пространства. Пространство поэмы делится на два уровня: онтологическое пространство космоса и звукосемантическое пространство языка, которое связывается с человеческой гортанью как местом, где происходит речепорождение. «Двойное» пространство обусловливает появление в «Глоссолалии» глоттогонического и космогонического сюжетов (сюжета творения языка и мира), которые в данном контексте являются изофункциональными:

 «Мне суметь войти в звук, войти в рот и повернуть мне глаза на себя самого, стоящего посередине, внутри храма уст, то не увидел бы я языка, зубов, десен и мрачного свода сырого и жаркого неба; я увидел бы небо; увидел бы солнце; космический храм бы возник, гремя блесками…».— Белый А. Глоссолалия. Поэма о звуке. Берлин: Эпоха, 1922. С. 66-67.
Связующим образом-понятием для этих двух сюжетных планов является категория звука, который в «Глоссолалии», во-первых, становится двусторонней единицей языка (он наделяется значением), а во-вторых, оказывается «мифологической субстанцией» вселенной (выполняет космологическую функцию).
У космологии «Глоссолалии» есть два источника: космологическое учение Рудольфа  Штейнера, изложенное им в «Очерке тайноведения», и современная А. Белому лингвистика. Космологическая схема Р. Штейнера, легшая в основу «Глоссолалии», предполагает, что жизнь началась на Сатурне, развивалась на Солнце и на Луне и лишь затем проявилась на Земле. Штейнерианский подтекст обнаруживается и в лингвистических изысканиях Белого (в связи космогонического процесса с языком, а также в теории и практике эвритмии).

## Оценка «Глоссолалии» критикой
Лингвистические выкладки Глоссолалии и её «этимологии» имеют отношение скорее к художественным экспериментами, нежели к сравнительно-историческому языкознанию. Сам Белый в предисловии к берлинскому изданию отмечал, что оценивать «Глоссолалию» научно — «совершенно бессмысленно».
В. Брюсов, указывая на это замечание Белого, считает, что «научной критики его „поэма“ не выдержит». Белый, полагает Брюсов, строит «субъективнейшие параллели между творчеством языковым и всем мирозданием», пользуясь излюбленным приёмом оккультистов — аналогией. В целом критика того времени восприняла «Глоссолалию» как набор субъективнейших звукосмысловых ассоциаций. Подтверждением тому служит саркастическая рецензия на «Глоссолалию» С. Боброва. Называя «Глоссолалию» «зловещей книжечкой» и «жуткой брошюрочкой», он полагает, что она «может служить средством против самогонщиков-рецидивистов» и её «можно совершенно серьёзно употреблять в качестве сильно-агитационного средства против любой и какой хотите мистики».
Тем не менее были и доброжелательные отклики на поэму. Вера Лурье, например, пишет, что «„Глоссолалия“ не просто изумительная поэма о звуке, но и огромное событие. Белый приоткрывает дверь из нашего мира — в новый мир, полный неясностей и хаоса, туда, в безконечность. И да будет встречена эта небольшая поэма не только, как художественное произведение!».
Современные исследователи предлагают ряд интерпретаций поэмы. Однако вопрос о её жанровом статусе не решён до сих пор. М.Л. Спивак считает, что «Глоссолалия» — это «антропософское публицистическое эссе», А. Ревякина утверждает, что поэма — это «фантазия о космогонических смыслах звуков человеческой речи». Карен Свасьян, рассматривая личность и творчество А.Белого с философских позиций, называет «Глоссолалию» «рекапитуляцией Шестоднева средствами умного дадаизма» и «путевыми заметками ясновидца».
По-разному относятся исследователи и к лингвистическим поискам Белого. В. В. Фещенко, анализируя лингвистическую компоненту философско-теоретического творчества Белого, полагает, что «нет смысла оценивать её < „Глоссолалию“> со строго научных позиций», хотя «нельзя отказать ей в определённой поэтической логике».
Однако О. Р. Темиршина утверждает, что «А. Белый, пытаясь обнаружить атомы смысла и показать их динамическое развитие, с одной стороны, находился в контексте науки своего времени (ср., например, концепцию Н. Я. Марра, который в своём „новом учении о языке“ предложил этимологически свести слова всех языков к четырем базовым элементам). С другой стороны, его установка на поиск „простых структур“, из которых возникают сложные структуры, предвосхитила некоторые положения современной структурной семантики, где функцию таких атомов стали выполнять семы».
Сама поэма в таком контексте предстает как «зашифрованный текст со своим ключом», где возникает определённого рода язык, тесно связанный с мифологической семантикой.